# Colorado (Paraná)
Colorado est une municipalité brésilienne située dans l'État du Paraná.